# Dichochrysa incongrua
Dichochrysa incongrua is een insect uit de familie van de gaasvliegen (Chrysopidae), die tot de orde netvleugeligen (Neuroptera) behoort. 
Dichochrysa incongrua is voor het eerst wetenschappelijk beschreven door Fraser in 1951.